# Indústria alimentar

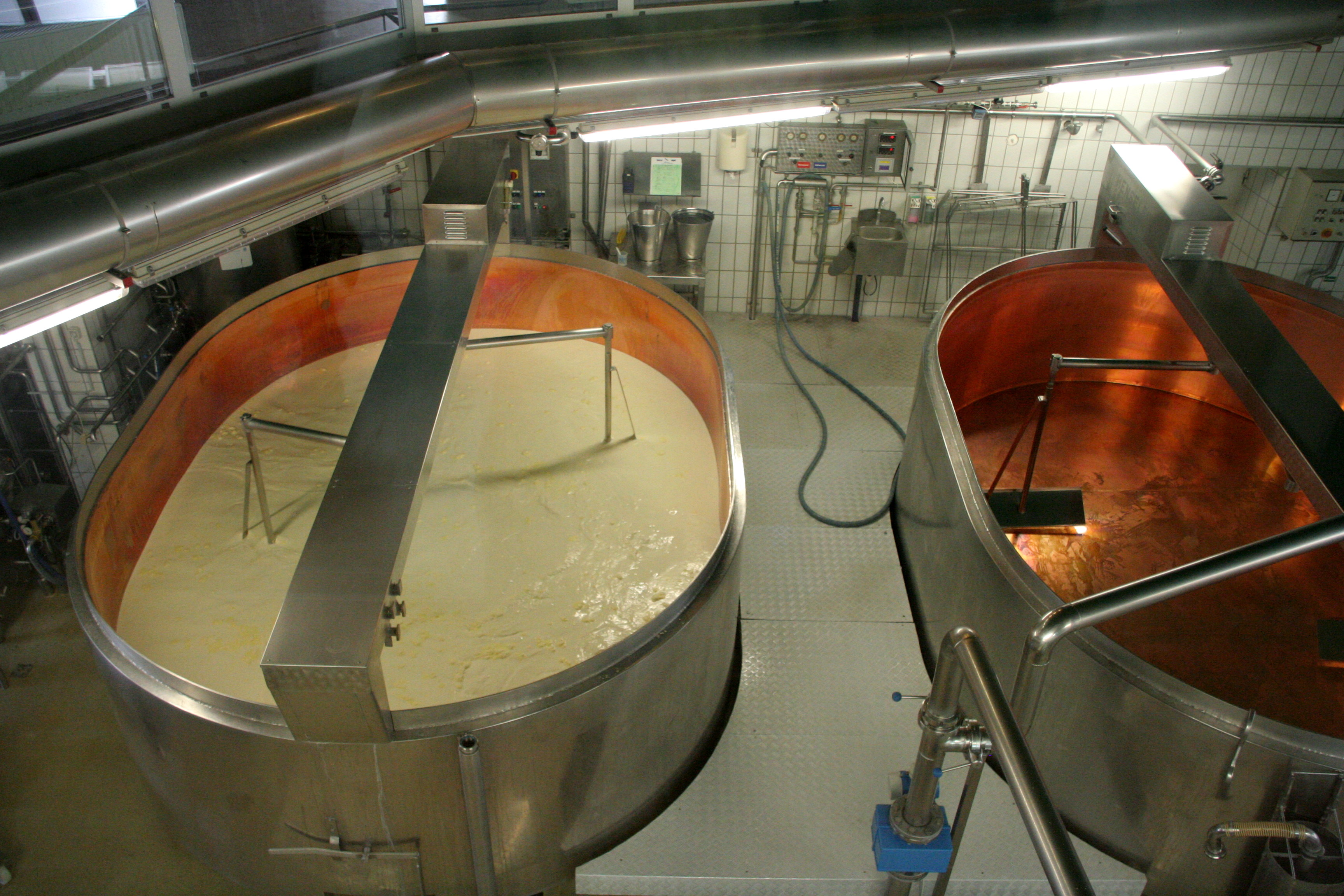
Produção de queijo.

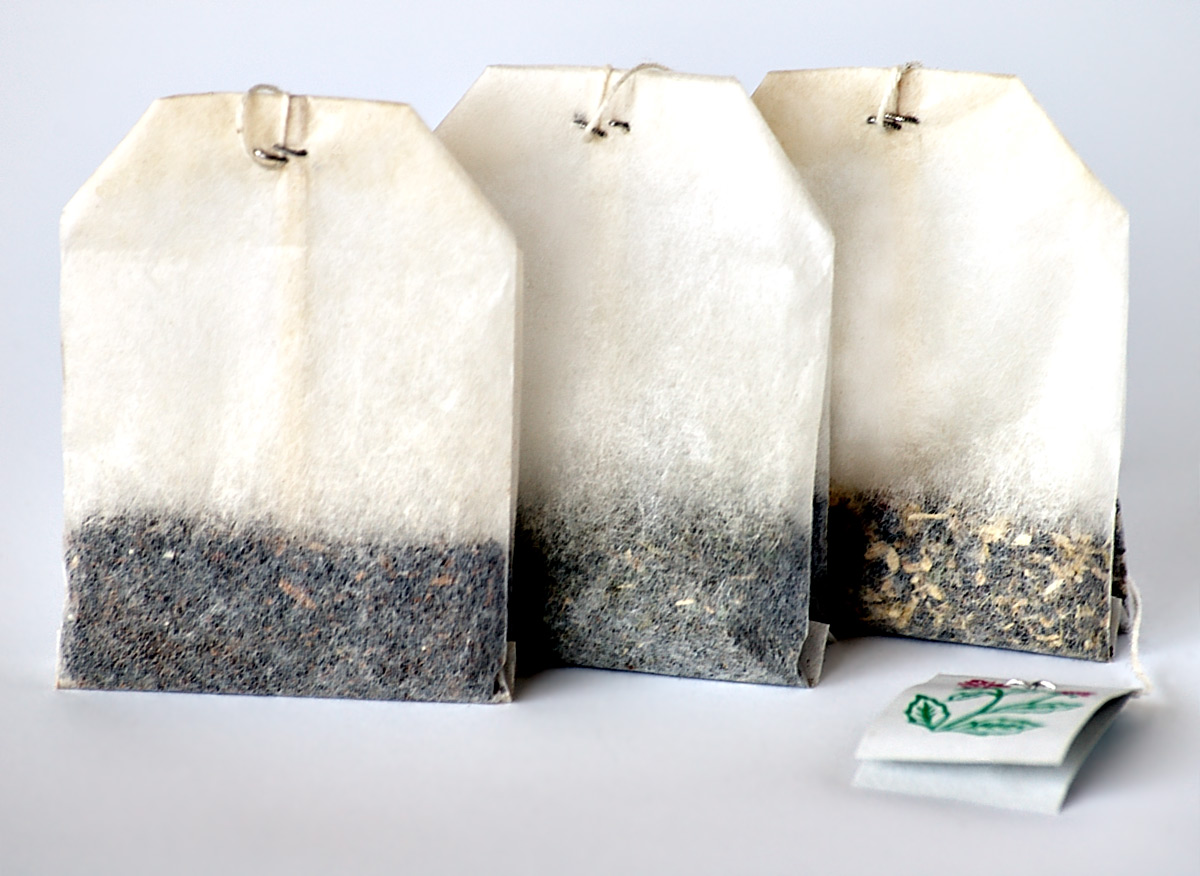
Embalagens de chá.

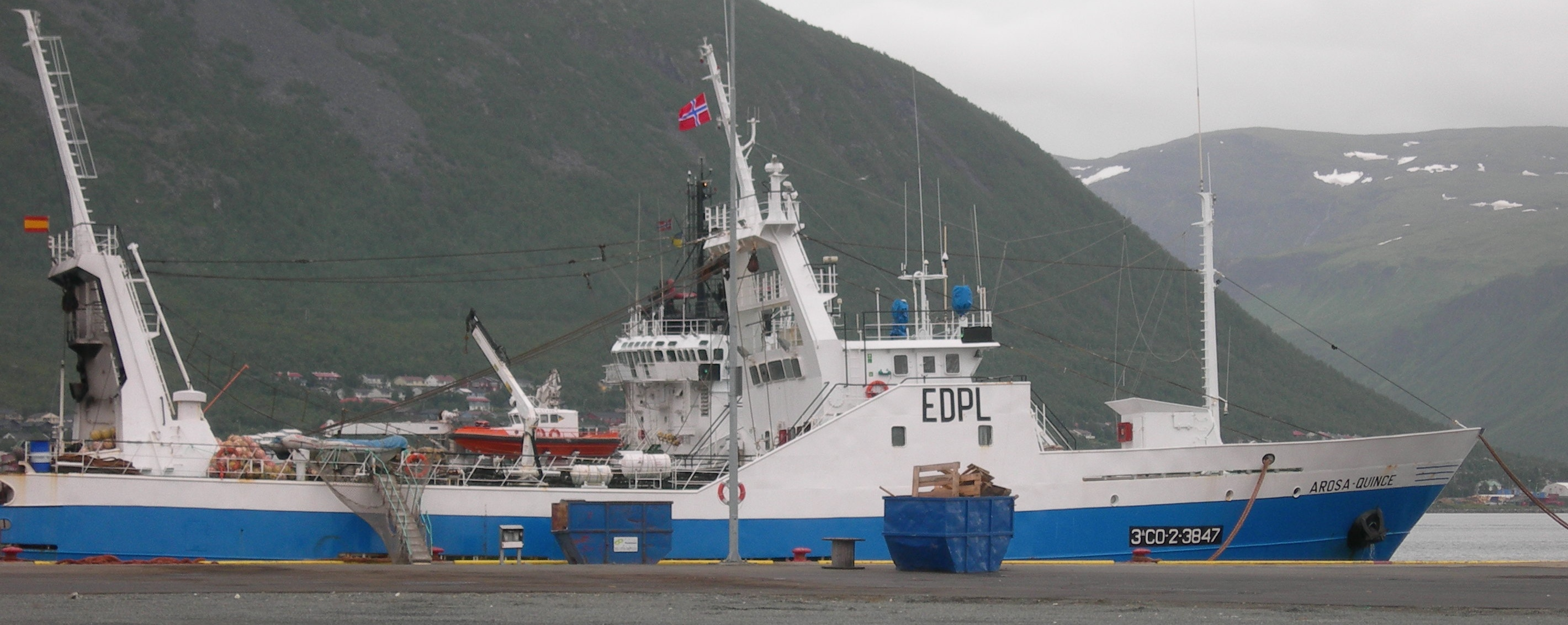
Indústria pesqueira.

A indústria alimentar ou indústria alimentícia é o conjunto de atividades industriais em que se preparam, normalmente em quantidades que devem ser comercializadas, alimentos ou ingredientes para a preparação de alimentos.
Numa definição mais geral, podem considerar-se parte da indústria de alimentos, também a sua comercialização, por exemplo através dos supermercados ou companhias de entrega de alimentos. Um dos poucos aspectos comuns a este conjunto de atividades é que, uma vez que mexem com produtos que podem ter um efeito direto na saúde, elas devem ser realizadas com a máxima higiene.

## Tipos de indústrias alimentícias
Analisando as diferentes atividades industriais relacionadas com os alimentos, podemos considerar:
1. As indústrias que preparam alimentos frescos, incluindo os abatedouros e as empresas que selecionam e embalam vegetais para venda a retalho;
2. As indústrias de conservas, que transformam alimentos frescos em produtos com maior tempo de prateleira;
3. As indústrias que fabricam produtos que servem para preparar alimentos, como a moagem ou o fabrico de sal de cozinha; e finalmente
4. As indústrias que fabricam alimentos prontos a consumir, incluindo os alimentos congelados que podem ser comidos depois de aquecidos, como as pizzas empacotadas, e as churrascarias, mas excluindo as conservas.

## Brasil
Em 2019, o Brasil era o 2º maior exportador de alimentos industrializados do mundo, com um valor de U$ 34,1 bilhões em exportações. O faturamento da indústria brasileira de alimentos e bebidas em 2019 foi de R$ 699,9 bilhões, 9,7% do Produto Interno Bruto do país.
Em 2016, o setor industrial de alimentos e bebidas no Brasil compreendia 34.800 empresas (sem contar as padarias), a grande maioria de pequeno porte. Estas empresas empregavam mais de 1.600.000 trabalhadores, tornando a indústria de alimentos e bebidas na maior empregadora da indústria de transformação. Existem por volta de 570 empresas de grande porte no Brasil, as quais concentram boa parte do faturamento total da indústria. As 50 maiores são: JBS, AMBEV, Bunge, BRF, Cargill, Marfrig, LDC do Brasil, Amaggi, Minerva Foods, Coca Cola Femsa, Aurora, Vigor, M.Dias Branco, Camil, Solar.Br, Granol, Caramuru Alimentos, Bianchini, Copacol, Citrosuco, Três Corações Alimentos, Itambé, Ajinomoto, Algar Agro, Piracanjuba, Vonpar, Agrex, Frimesa, GTFoods Group, Grupo Simões, Elebat Alimentos, Garoto, Pif Paf Alimentos, J. Macêdo, Frigol, Josapar, Olfar Alimento e Energia, Embaré, Alibem, Dalia Alimentos, Asa Participações, Cacique, Frisa, Arroz Brejeiro, Gomes da Costa, Pamplona, Moinhos Cruzeiro do Sul, Better Beef, SSA Alimentos e Correcta.